# GraphQL
GraphQL (graph query language) is een zoektaal, die in 2012 door Facebook intern is ontwikkeld en in 2015 werd uitgebracht.
Het vormt een alternatieve manier om over meerdere REST API's heen te zoeken in data gemodelleerd als een graaf.
Belangrijke GraphQL-clients zijn Apollo Client en Relay.
Er bestaan GraphQL servers voor verschillende talen zoals JavaScript, Ruby, Scala, Python.